# Лиетава, Иван
Иван Лиетава (словац. Ivan Lietava; 20 июля 1983, Братислава, Чехословакия) — словацкий футболист, нападающий клуба «Бахонь».

## Клубная карьера
Во взрослом футболе дебютировал в 2003 году выступлениями за «Спартак» (Трнава), в котором провел один сезон, приняв участие в 11 матчах чемпионата.
Потом играл в составе «Тренчины» и «Дуклы».
Своей игрой за последнюю команду привлек внимание представителей тренерского штаба «Жилины», к составу которой присоединился в июле 2007 года. Сыграл за команду из Жилины следующие три сезона своей игровой карьеры. Большую часть времени, проведенного в составе «Жилины», был основным игроком атакующего звена и одним из главных бомбардиров команды, имея среднюю результативность на уровне 0,39 гола за игру первенства. Кроме того, в сезоне 2008/09 выступал на правах аренды за турецкий «Денизлиспор».
С 2010 года защищал цвета турецкого «Коньяспора», словацкой «Жилины» и чешской «Дуклы» (Прага), однако ни в одной из команд долго не задержался.
К составу клуба «Ворскла» присоединился в июле 2012 года, за который до конца года успел отыграть 8 матчей в национальном чемпионате и забить один гол, после чего покинул полтавский клуб.
В 2013 году подписал контракт с родным «Спартаком» (Трнава), за который сыграл ещё 8 матчей. Летом того же года перешёл в чешскую «Сигму», провёл 13 матчей и забил 2 мяча.
С 2014 года Иван играет за клуб «Богемианс 1905».